# Шереметев, Василий Андреевич
Василий Андреевич Шереметев (в монашестве Вассиан) — московский дворянин, воевода на службе у московских князей Ивана III, Василия III и царя Ивана IV Грозного.

## Происхождение и семья
Дворянин из рода Беззубцевых, происходящих от Андрея Кобылы (шестое колено от Андрея Кобылы). Второй из трёх сыновей Андрея Константиновича Беззубцева по прозвищу Шеремет. Его старший брат Иван, первый носитель фамилии Шереметев, погиб в 1521 году, не имея потомства, а Василий Андреевич явился прародителем рода Шереметевых. Имел младшего брата Бориса.
От брака с Евдокией, происхождение которой не ясно, имел шестерых сыновей и дочь:
- Иван Большой (? —1577) — воевода, боярин, имел сына и двух дочерей.
- Григорий (? —1547/1548) — детей не имел.
- Семён (? —1561) — воевода, боярин, детей не имел.
- Никита (? —1563/1564) — воевода, боярин, имел сына.
- Иван Меньшой (? —1577) — воевода, боярин, имел сына и дочь.
- Фёдор (ок. 1540 — ок. 1590) — воевода, боярин, детей не имел.
- Агафья

Все сыновья, кроме Григория, получили боярство. Василий Андреевич стал дедом царевны Елены Ивановны — жены царевича Ивана.

## Служба

### При Иване III
В 1500 году присутствовал на свадьбе В. Д. Холмского и Феодосии, дочери Ивана III.

### При Василии III
В 1521 году упоминается среди многих воевод, отправленных из Коломны в Вязьму. В 1522 послан в Коломну перед прибытием туда Василия III, для предупреждения вторжения со стороны Крымского ханства. После прибытия туда Василия назначен вторым воеводой полка правой руки под Голутвиным. Летом 1524 во время русско-казанской войны в конной рати Хабара Симского был воеводой передового полка в неудачном походе на Казань.
В январе 1526 присутствовал на свадьбе Василия III и Елены Глинской. Осенью 1527 года был направлен на берег Оки в связи с ожидаемым набегом царевича Ислам Гирея. В марте 1529 года в числе других воевод был в Коломне, откуда послан в Бачманово на устье Москвы. В мае 1530 года во время войны с Казанью был вторым воеводой большого полка в конной рати Михаила Глинского. Поход этот был крайне неудачным, после чего вместе с другими воеводами Шереметев попал в кратковременную опалу.
В июле 1532 года находился на берегу Оки под Коломной напротив Ростиславля, как второй воевода в войске боярина князя В. А. Микулинского.

### При малолетнем Иване Грозном (Елене Глинской)
В июле 1534 года был третьим воеводой полка правой руки в Коломне. Осенью 1534 года назначен воеводой в Новгород. В ноябре 1534 года второй воевода большого полка во время литовского похода. В июле 1535 года был третьим воеводой большого полка в Коломне, в конце июля ходил оттуда к Брянску с большим полком в связи со взятием литовской армией Гомеля. В конце июня 1536 года отправлен к Коломне третьим воеводой большого полка, в той же должности находился там в июле 1537 года. Оттуда с полком левой руки направлен во Владимир в связи с войной с Сафа-Гиреем.

## Конец жизни
Около 1538 года постригается в монахи в Троице-Сергиевом монастыре под именем Вассиан. Умер в 1548 году.